# Eudes Ier de Ronquerolles
Pour les articles homonymes, voir Eudes Ier.
Eudes Ier de Ronquerolles (entré dans la vie publique en 1190, mort avant 1233), fils d'Anseau (ou Ansould) II de Ronquerolles, est un seigneur de Ronquerolles, aujourd'hui hameau de la commune d'Agnetz dans l'Oise, ayant participé à la cinquième croisade en 1220,. Il fut aussi Seigneur d'Ailly et Seigneur decimateur de Trois Etots.
Il était membre de la famille des seigneurs de Ronquerolles du comté de  Clermont-en-Beauvaisis ne devant pas être confondue avec la famille du même nom du comté de Beaumont sur Oise, la confusion entre Eudes de Ronquerolles et Odo de Ronquerolles, qui était membre de la famille du comté de Beaumont sur Oise ayant pu être faite par certains historiens comme Gustave Servois. 
Il était marié avec Clémence de Gerberoy, veuve d'Enguerrand de Crèvecœur (seigneur de  Crèvecœur du Hamel et de Grez) avec laquelle il eut deux fils, Eudes II de Ronquerolles (seigneur de Saint-Deniscourt) et Jean de Ronquerolles, dont le fils Nivelon reprendra la seigneurie de Ronquerolles après la mort sans postérité d'Eudes de Crevecoeur fils de Clémence de Gerberoy et d'Enguerrand de Crèvecœur.
Sa participation à la cinquième croisade est attestée par un acte original de sa femme daté de 1220 qui confirme une vente de dîmes faite à l'abbaye de Saint Pierre de Gerberoy. 
Une autre trace de sa participation sont ses armoiries représentées sur le plafond de la deuxième salle des Croisades du Château de Versailles. 
Il portait les armoiries de sa famille, de gueules papelonné d'argent, qui sont aujourd'hui utilisées depuis 1996 par la commune de  Ronquerolles dans le Val-d'Oise, les deux familles de Ronquerolles ainsi que celle de Fouilleuse portaient ce papelonné.